# Tobie rendant la vue à son père
Tobie rendant la vue à son père est un dessin à l'encre sur papier vergé du peintre néerlandais Rembrandt, daté d'entre 1640 et 1645 et conservé au Cleveland Museum of Art (États-Unis).

## Description
Le dessin illustre un épisode du livre de Tobie, un livre deutérocanonique de la Bible. Tobie, de retour de voyage accompagné de l'ange Raphaël, arrive chez ses parents Tobit et Anne et guérit miraculeusement son père de sa cécité.
Tobit est assis dans un fauteuil tandis que son fils est penché sur son œil. Anne, portant des lunettes, se tient debout derrière son fils. A droite, Sarah, la femme de Tobie, se tient debout les mains croisées sur son ventre.
Les attitudes des personnages reflètent la tension de la scène : Tobit, rejeté en arrière, s'agrippe au fauteuil. Le visage de Tobie exprime la concentration, tandis que sa mère se tient en arrière, penchée en avant, retenant sa robe. Seule Sarah, à l'écart, semble plus détendue mais observe intensément l'opération.
Les diagonales de la composition attirent l'œil du spectateur vers le centre, où les personnages principaux sont mis en avant. Les têtes de Tobit, Tobias et Raphaël forment un groupe compact qui marque l'endroit où le miracle se déroule, tandis qu'Anne est reliée au groupe par l'aile de l'ange.
La figure de l'ange est partiellement recouverte de gouache blanche, ce qui lui donne un aspect éthéré et distant tout en indiquant la présence de lumière provenant de la fenêtre à gauche.

## Analyse

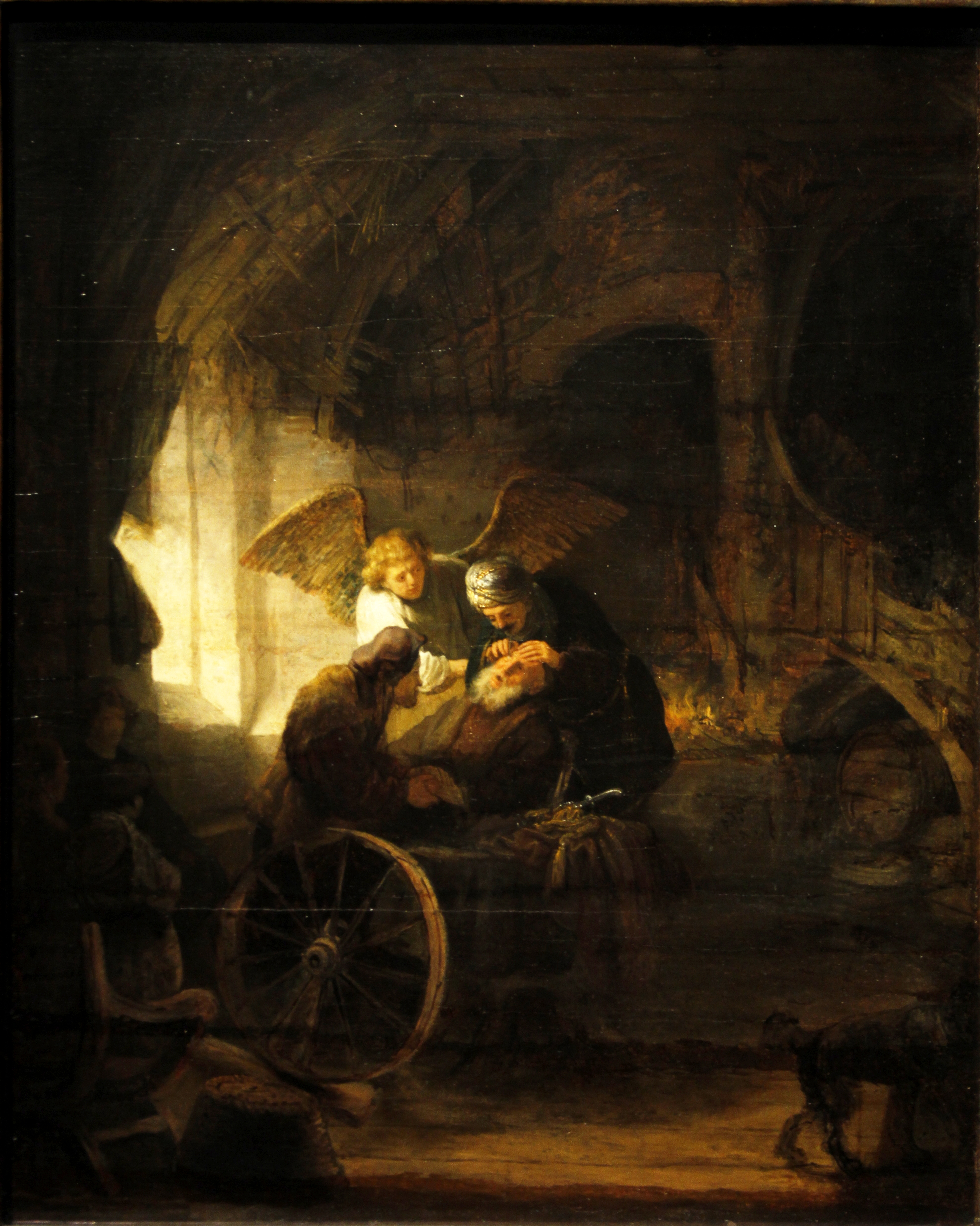
Rembrandt, Tobie soignant son père, 1636, huile sur bois, Staatsgalerie Stuttgart.

Rembrandt prend plusieurs libertés avec le texte biblique. Il fait figurer Sarah dans la scène alors que dans le texte, elle attend à l'extérieur de la ville. Toutefois, Sarah demeure sur le côté de la scène, à l'écart du groupe familial. 
Dans le récit biblique, Tobie soigne son père avec de la bile de poisson. Ici, il pratique une opération de la cataracte à l'aide d'un bistouri. Rembrandt a pu être s'inspirer des opérations réalisées par le chirurgien Job Janszoon van Meekeren (en),. Rembrandt a aussi pu être influencé par la traduction de la Bible en allemand de Luther, où la cécité de Tobit est traduite par le mot « Star » (« cataracte »),.
Rembrandt dépeint à de nombreuses reprises au cours de sa carrière des épisodes du livre de Tobie. Cet intérêt pourrait être du à la cécité du père du peintre. 

## Historique
Le dessin appartient successivement au graveur Ignace Joseph de Claussin, au peintre Georgius Jacobus Johannes van Os (en), à la collection Daufer-Dausmenil, au journaliste Joseph Reinach puis à sa fille et son gendre Pierre Goujon. Il est acheté au marchand d'art Wildenstein par le Cleveland Museum of Art en 1969.